# (8533) Oohira
(8533) Oohira est un astéroïde de la ceinture principale.

## Description
(8533) Oohira est un astéroïde de la ceinture principale. Il fut découvert le 20 janvier 1993 à Oohira par Takeshi Urata. Il présente une orbite caractérisée par un demi-grand axe de 2,76 UA, une excentricité de 0,09 et une inclinaison de 8,5° par rapport à l'écliptique.

## Compléments